# Anne-Lie Högberg
Anne-Lie Elisabeth Högberg, född 1964, är en svensk författare. Hon debuterade som författare 2013 med Det kommer aldrig mer vara du och har sedan dess givit ut fem romaner. Högberg skriver relationsromaner i feelgood genren.